# Suttung

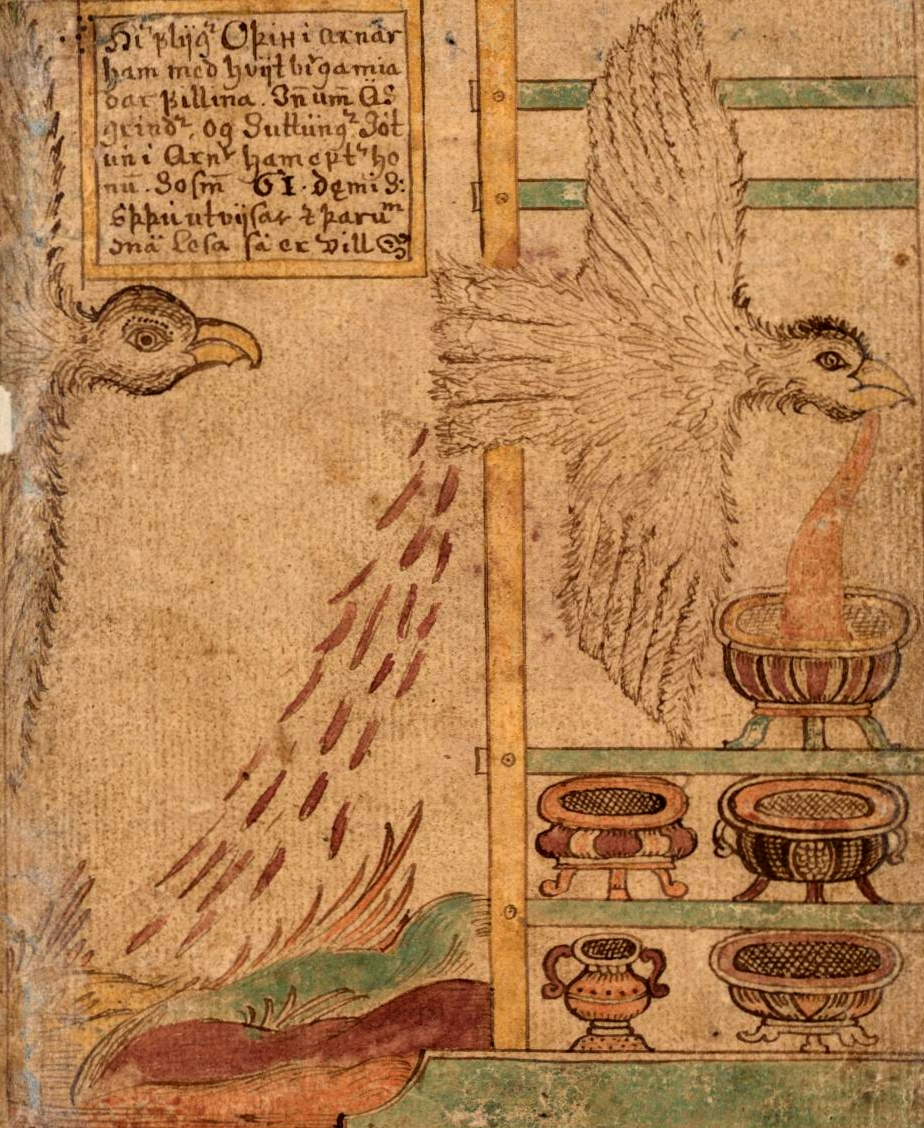
Achternagezeten door Suttungr, spuwt Odin de mede der poëzie in meerdere kruiken. Er gaat per ongeluk ook wat van de andere kant op. Illustratie door Jakob Sigurðsson, een 18e-eeuws IJslands artiest.

Suttung is in de Noordse mythologie een Jötun, zoon van Gilling. Zijn ouders waren omgebracht door de dwergenbroers Fjalar en Galar. Suttung zocht zijn ouders en bedreigde Fjalar en Galar. Die boden hem toen de magische mede aan, die hij meteen meenam en verborg in het midden van een berg. Hij plaatste zijn dochter Gunnlod er als bewaakster bij.
Uiteindelijk besluit Odin om deze mede in zijn bezit te krijgen. Hij werkt een hele zomer voor Baugi, een boer en broer van Suttung, en vraagt dan een klein slokje mede. Baugi boort daarop een gat in de bergrots waarin de mede verborgen zat, en Odin verandert zich in een slang en glijdt naar binnen. Odin haalt Gunnlod over hem drie slokjes te geven. Maar Odin drinkt daarop al de mede op, verandert zich in een arend en verdwijnt. Suttung jaagt hem achterna.